# Rina Lasnier
Pour les articles homonymes, voir Lasnier.
Rina Lasnier est une poétesse et dramaturge québécoise née à Saint-Grégoire-le-Grand le 6 août 1910 et décédée le 9 mai 1997. En compagnie des écrivains Victor Barbeau, Alain Grandbois et de Lionel Groulx, elle fonde l'Académie canadienne-française qui deviendra l'Académie des lettres du Québec en 1992. Elle est également l'une des membres fondatrices du Conseil des arts et des lettres du Québec.

## Biographie
À 17 ans, Rina Lasnier passe une année au couvent Palace Gate, à Exeter, en Angleterre. En 1927, elle fréquente le Collège Marguerite-Bourgeoys à Montréal,.  Dans sa jeunesse, elle fréquenta un Cercle de Jeunes Naturalistes. En 1931, elle obtient un diplôme de littérature française, en 1932, un diplôme de littérature anglaise, puis en 1940, elle obtient un diplôme en bibliothéconomie de l'Université de Montréal. En 1939, elle publie sa première pièce, Féerie indienne, puis lance son premier recueil de poèmes intitulé Images et proses en 1941,. Elle fonde l'Académie canadienne-française en compagnie du critique et essayiste Victor Barbeau, de l'écrivain Alain Grandbois et de l'écrivain et historien Lionel Groulx,. Elle devient également membre fondatrice du Conseil des arts et des lettres du Québec.
À titre de journaliste, elle a rédigé les pages féminines de l'hebdomadaire Le Richelieu pendant sept ans. Elle a également collaboré aux Carnets viatoriens, fondés par Gustave Lamarche.
Ses poèmes ont été traduits en anglais, en espagnol, en italien, en hongrois, en polonais et en russe. Elle a entretenu une correspondance soutenue avec plusieurs poètes et écrivains, dont René Pageau, poète et Clerc de Saint-Viateur, entre 1961 et 1989, qui a fait l'objet d'une édition en livre en 2014. Le  fonds d'archives de Rina Lasnier est conservé au centre d'archives de Montréal de la Bibliothèque et Archives nationales du Québec.
Rina Lasnier a été membre de la Société royale du Canada et membre d'honneur de l'Union des écrivaines et des écrivains québécois.
Elle a habité plusieurs années la ville de Joliette avant de retourner vivre à St-Jean-sur-Richelieu où elle décède en 1997,.
Une plaque commémorative et informative en l'honneur de Rina Lasnier est située devant la maison dans laquelle elle a demeuré à St-Jean-sur-Richelieu. La bibliothèque intermunicipale de la Ville de Joliette et de Saint-Charles-Borromée porte le nom de Rina-Lasnier en l'honneur de l'écrivaine. Le circuit Sur les pas de Rina Lasnier dans le Vieux Saint-Jean permet de marcher dans les lieux qui ont inspiré la poète. De plus, en 2000, l'Association des auteurs de la Montérégie ont créé le prix Rina-Lasnier.

## Œuvres

### Poésie
- Images et proses, illustré de 24 photographies dont 23 de Tavi, Saint-Jean, Les éditions du Richelieu, 1941, 118 p./réédition aux mêmes éditions en 1970.
- La modestie chrétienne, Montréal, Le Messager canadien, coll. Vivre, no 9, 1942, 16 p./réédition en 1945.
- Madonnes canadiennes, avec Marius Barbeau, Montréal, Éditions Beauchemin, 1944, 289 p.
- Le chant de la montée, Montréal, Beauchemin, 1947, 120 p.
- Escales, Trois-Rivières, s.n., 1950, 149 p.
- Présence de l'absence, Montréal, L'Hexagone, 1956, 67 p./réédition, avec une préface de Jean-Pierre Issenhuth, Montréal, L'Hexagone, coll. Typo, 1992, 84 p.  (ISBN 2892950732)
- Mémoire sans jours, Montréal, Les éditions de l'Atelier, 1960, 138 p.  (ISBN 2-89406-118-8)
- Miroirs, Montréal, Les éditions de l'Atelier, 1960, 127 p.
- Les gisants, Montréal, Les éditions de l'Atelier, 1963, 109 p.
- L'arbre blanc, Montréal, L'Hexagone, 1966, 84 p.
- La part du feu, Préface de Guy Robert, Montréal, Éditions du songe, 1970.
- La salle des rêves, Montréal, HMH, coll. Sur parole, 1971, 113 p.
- L'invisible, avec des eaux-fortes originales de Marie-Anastasie, Montréal, Éditions du Grainier, 1969-1971, De ces poèmes inédits de Rina Lasnier a été tiré: 50 exemplaires, numérotés de 1 à 50 et signés; 15 exemplaires, contenant en plus des burins originaux de Janine Leroux et des aquarelles de Denyse Gadbois, numérotés de I à XV, et signés.
- Poèmes, avant-dire de l'auteure, Fides, coll. du nénuphar, 37-38, 2 vol. 1972, reprise de la plupart de ses recueils en deux volumes. Sommaire: v.1: Images et proses (1941). Madones canadiennes (1944). Le chant de la montée (1947). Escales (1950). Présence de l'absence (1956). (DL 72-1494).-v.2: Mémoire sans jours (1960). Les gisants (1963). L'arbre blanc (1966). Poèmesanglais. (DL 72-1495)  (ISBN 077550565X)
- Le rêve du quart jour, ill. de Gille Tibo, Saint-Jean, Éditions du Richelieu, 1973, 72 p.
- L'échelle des anges, Montréal, Fides, 1975, 119 p.  (ISBN 077550565X)
- Amour, gravure de Lyne Rivard, Lacolle, Éd. M.Nantel, 1975, 72 p.
- Les signes, Montréal, Hurtubise HMH, coll. Sur parole, 1976, 130 p.  (ISBN 0775800686)
- Femmes plurielles, France, s.n., 1979, 95 p.  (ISBN 0-7709-0067-4)
- Entendre l'ombre: poèmes vol. 1, Ville LaSalle, Hurtubise HMH, coll. sur parole, 1981, 84 p.  (ISBN 2890454916)
- Voir la nuit, Ville LaSalle, Hurtubise HMH, coll. Parole/Hurtubise HMH, 1981, 165 p.  (ISBN 2890454924)
- Chant perdu, Trois-Rivières, Écrits des forges, coll. Radar, 1983, 93 p.  (ISBN 2890460525)
- Études et rencontres, Joliette, Éditions de la parabole, 1984, 81 p.
- L’ombre jetée (1987-1988), Trois-Rivières, Écrits des forges, coll. Radar, 2 vol. vol. 1 : LaSalle des rêves ; Les Signes ; Matin d'oiseaux ; Paliers de paroles,   (ISBN 2890461173) vol. 2 : Entendre l'ombre ; Voir la nuit ; Chant perdu ; Brisées  (ISBN 2890461440)
- Mémoire sans jours, présentation de Marie-Claire Blais, Saint-Laurent, BQ, 1995, 142 p.  (ISBN 2-89406-118-8)
- Le sang du regard, avec acryliques de Louise Vandière, Trois-Rivières, Écrits des forges, 2004, 57 p.  (ISBN 2-89046-877-1)
- L'Épanouissement de l'ombre, poèmes choisis, choix et présentations de Jocelyne Felx, Montréal, Éditions du Noroît, 2011, 183 p.  (ISBN 9782890186873)
- On dansait sur un volcan, choix de textes et présentation de Diane Boudreau, St-Jean-sur-Richelieu, Musée du Haut-Richelieu, 2016, 145 p.  (ISBN 9782981600707)

### Théâtre
- Féérie indienne - Kateri Tekakwitha , Saint-Jean-sur-Richelieu, Les éditions du Richelieu, 1939, 71 p.
- Les fiançailles d'Anne de Nouë, préface du R.P. Gustave Lamarche, Montréal, Secrétariat de la L.M.E., 1943.
- Notre-Dame du pain, Joliette, Les Paraboliers du Roi, 1947.
- Le jeu de la voyagère (sur la vie de Marguerite Bourgeoys), Montréal, Éditions de la Société des écrivains canadiens, 1941, 137 p./réédition, Montréal, Les éditions de la congrégation de Notre-Dame, 1950.
- Le soleil noir – Le soleil dans la muraille : nocturne de la sainte tête de Jean le Baptiste, drame poétique, Joliette, Éditions de la Parabole, 1981, 92 p./réédition, Charlesbourg, Presses laurentiennes, 1987, 92 p.  (ISBN 2890150577)

### Essais
- La mère de nos mères, Montréal, Bureau de propagande : Le Messager canadien, coll. des Fondateurs, no 6, 1943, 31 p.
- La Grande dame des pauvres - la bienheureuse Marguerite d'Youville fondatrice et première supérieure des sœurs de la charité, sœurs grises, béatifiée par Sa Sainteté le pape Jean XXIII le 3 mai 1959, Montréal, s.n., 1959, 15 p.
- Le choix de Rina Lasnier dans l'œuvre de Rina Lasnier, Notre-Dame des Laurentides, Les Presses Laurentiennes, coll. le choix de, 1981, 78 p.  (ISBN 2890150259)
- L'âme sauvage, Rina Lasnier : correspondances, édité par Paul-Henri Girard, Tokyo, 2002.
- Lettres de Rina Lasnier à un ami, correspondances compilées par René Pageau, Paris, Médiaspaul, 2014, 161 p. (ISBN 9782894209615)

### Beaux livres
- Ces visages qui ont un pays, Montréal, Éditions de l'O.N.F., 1968, 240 p.

## Prix et honneurs

### Prix
- 1943 - Prix David[15]
- 1957 - Prix Ludger-Duvernay[16]
- 1964 - Prix Mgr Camille-Roy[8]
- 1971 - Prix Molson
- 1972 - Prix A.J. Smith, Université du Michigan
- 1973 - Prix Athanase-David[15]
- 1974 - Prix France-Canada[17]
- 1978 - Prix Edgar Poe de la Maison de la Poésie, France
- 1983 - Prix des Arts Maximilien-Boucher de la Société nationale des Québécois de la région de Lanaudière

### Décorations
- 1944 - Membre fondatrice de l'Académie canadienne-française
- 1964 - Médaille Lorne Pierce[8]
- 1974 - Prix et Médaille de la Société royale du Canada
- 1974 - Citoyenne d'honneur de Saint-Jean-sur-Richelieu
- 1977 - Doctorat honorifique, Université de Montréal[18]
- 1977 - Doctorat honorifique, Institut Gracian, Académie internationale
- 1977 - Membre d’honneur de l’Union des écrivaines et des écrivains québécois[19]
- 1978 - Médaille commémorative de la Reine[8]
- 1987 -  Grande officière de l'Ordre national du Québec[15]